# Эриксен, Ханне
Ханне Мандсфельдт Эриксен (дат. Hanne Mandsfeldt Eriksen; род. 20 сентября 1960, Копенгаген) — датская гребчиха, выступавшая за сборную Дании по академической гребле в середине 1980-х годов. Бронзовая призёрка летних Олимпийских игр в Лос-Анджелесе, участница многих регат национального и международного значения.

## Биография
Ханне Эриксен родилась 20 сентября 1960 года в Копенгагене, Дания. Занималась академической греблей в столичном Датском студенческом гребном клубе.
Дебютировала в гребле на взрослом международном уровне в сезоне 1983 года, когда вошла в основной состав датской национальной сборной и выступила на чемпионате мира в Дуйсбурге — в зачёте парных рулевых четвёрок сумела квалифицироваться лишь в утешительный финал B и расположилась в итоговом протоколе соревнований на седьмой строке.
Благодаря череде удачных выступлений удостоилась права защищать честь страны на летних Олимпийских играх 1984 года в Лос-Анджелесе. В составе четырёхместного парного экипажа, куда также вошли гребчихи Биргитте Ханель, Лотте Коэфоэд, Бодиль Расмуссен и рулевая Йетте Сёренсен, в решающем финальном заезде пришла к финишу третьей позади команд из Румынии и Соединённых Штатов — тем самым завоевала бронзовую олимпийскую медаль.
После лос-анджелесской Олимпиады Эриксен ещё в течение некоторого времени оставалась в составе гребной команды Дании и продолжала принимать участие в крупнейших международных регатах. Так, в 1985 году она побывала на мировом первенстве в Хазевинкеле, где заняла итоговое 12 место в программе женских парных двоек. Вскоре по окончании этого сезона приняла решение завершить спортивную карьеру.